# Zentraler Sportkomplex Wizebsk
Der Zentrale Sportkomplex Wizebsk (belarussisch Віцебскі цэнтральны спартыўны комплекс, russisch ЦСК «Витебский») in der belarussischen Stadt Wizebsk bietet vielfältige Sporteinrichtungen für Fußball, Leichtathletik, Boxen, Eisschnelllauf, Volleyball, Basketball, Rhythmische Sportgymnastik, Aerobic und Tennis. Hinzu kommen unter anderem Büros, Gastronomie und Konferenzräume.
Am selben Ort befand sind das 1937 gebaute Dinamo-Stadion, das 1978 durch einen Neubau zunächst gleichen Namens ersetzt wurde; erst 2003 entfiel die Bezeichnung. Der Sportkomplex der Landesanstalt für Leibeserziehung und Sport (russisch Государственное учреждение физической культуры и спорта «Витебский центральный спортивный комплекс») wurde 1998–2001 errichtet.
Das Mehrzweckstadion fasst 8.144 Zuschauer, in der Halle für Basket- und Volleyball bietet die Tribüne 330 Besuchern Platz.

## Internationale Fußballbegegnungen
In einem Qualifikationsspiel zur UEFA Europa League 2009/10 bezwang Naftan Nawapolazk den KAA Gent mit 2:1 im Zentralen Sportkomplex Wizebsk. Naftan trat gleichfalls hier in einem Qualifikationsspiel zur Europa League 2012/13 gegen FK Roter Stern Belgrad an und verlor dieses mit 3:4.